# 管风琴教堂

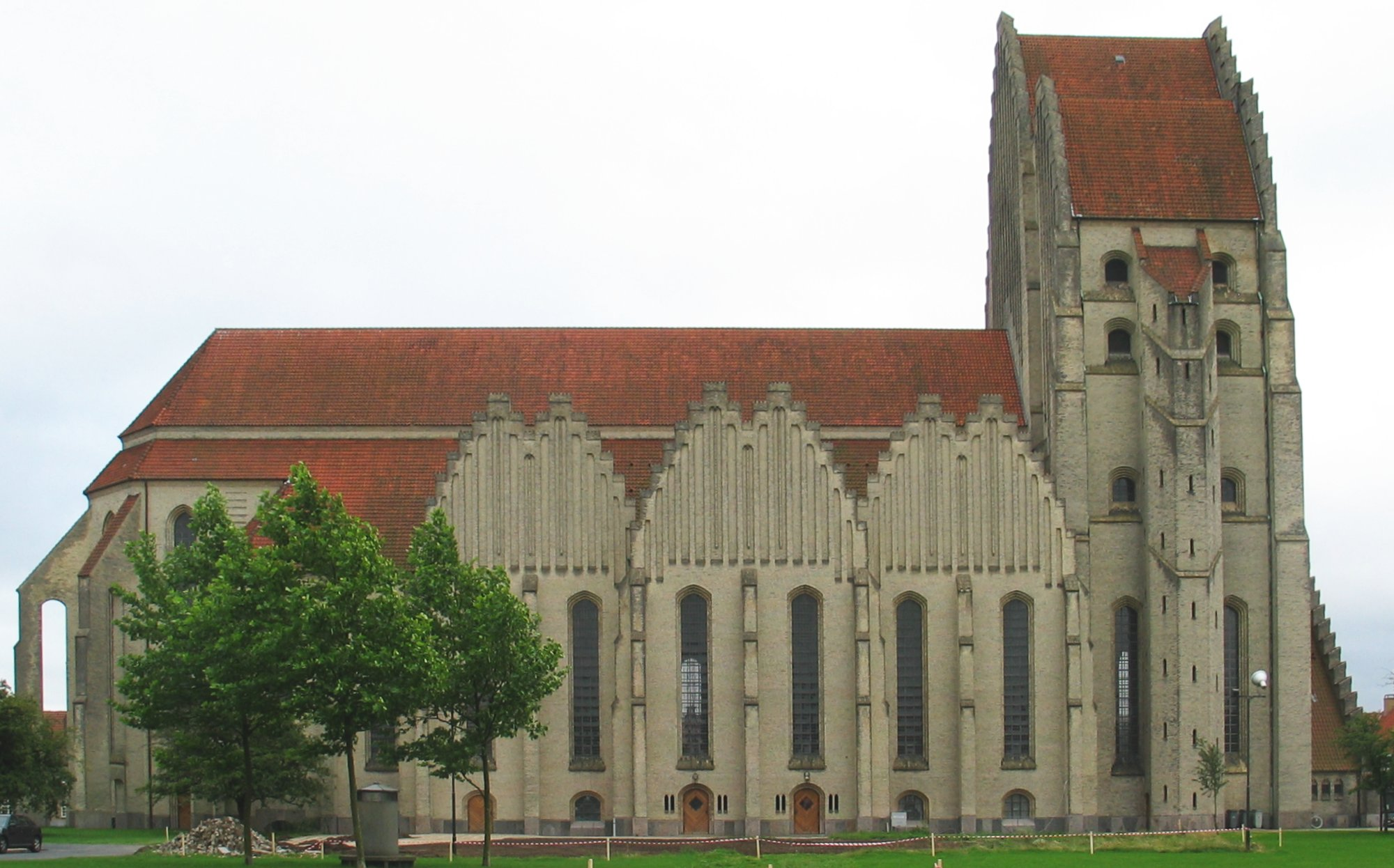
管风琴教堂北面

管风琴教堂（音译为格龙维教堂）是一座位于丹麦哥本哈根的教堂，该教堂是为了纪念丹麦教育家、作家和诗人格龙维而建造。该教堂是为数不多的表现主义风格的教堂，也是哥本哈根著名教堂之一。因造型象管风琴而被称为管风琴教堂。

## 建造历史

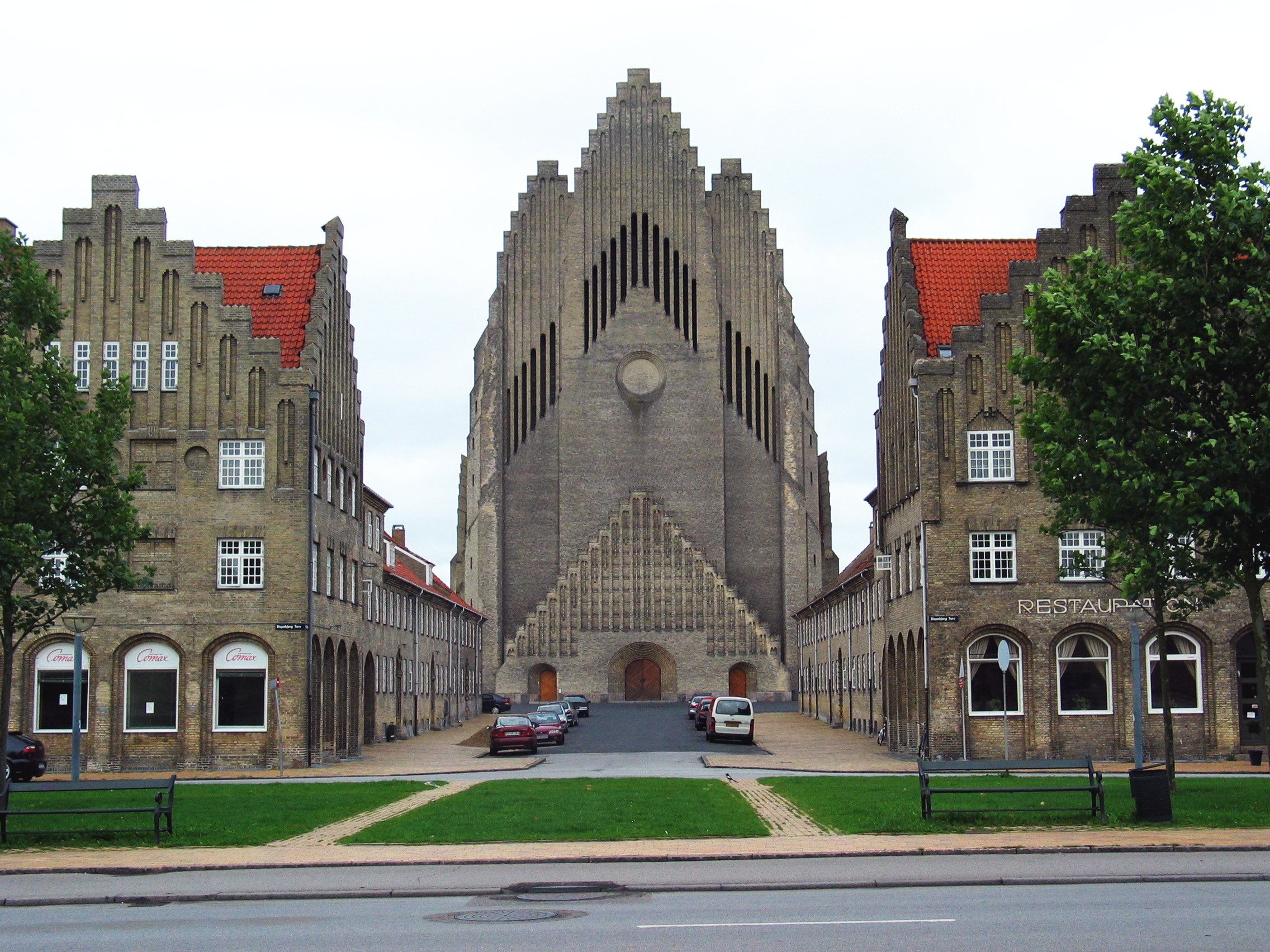
管风琴教堂西面

管风琴教堂由丹麦著名设计师延森·克林特设计于1912年到1913年期间。第一次世界大战后，1921年9月8日格伦特维生日之际教堂开始动工建造。五位砖匠负责建造塔楼，于1927年12月11日完工。教堂的其余部分从1928年春天开始建造。1940年9月8日，经历了漫长的19年后，教堂竣工。期间，1930年12月1日，设计师克林特逝世，他的儿子卡雷·克林特接替了他的工作。

## 设计风格

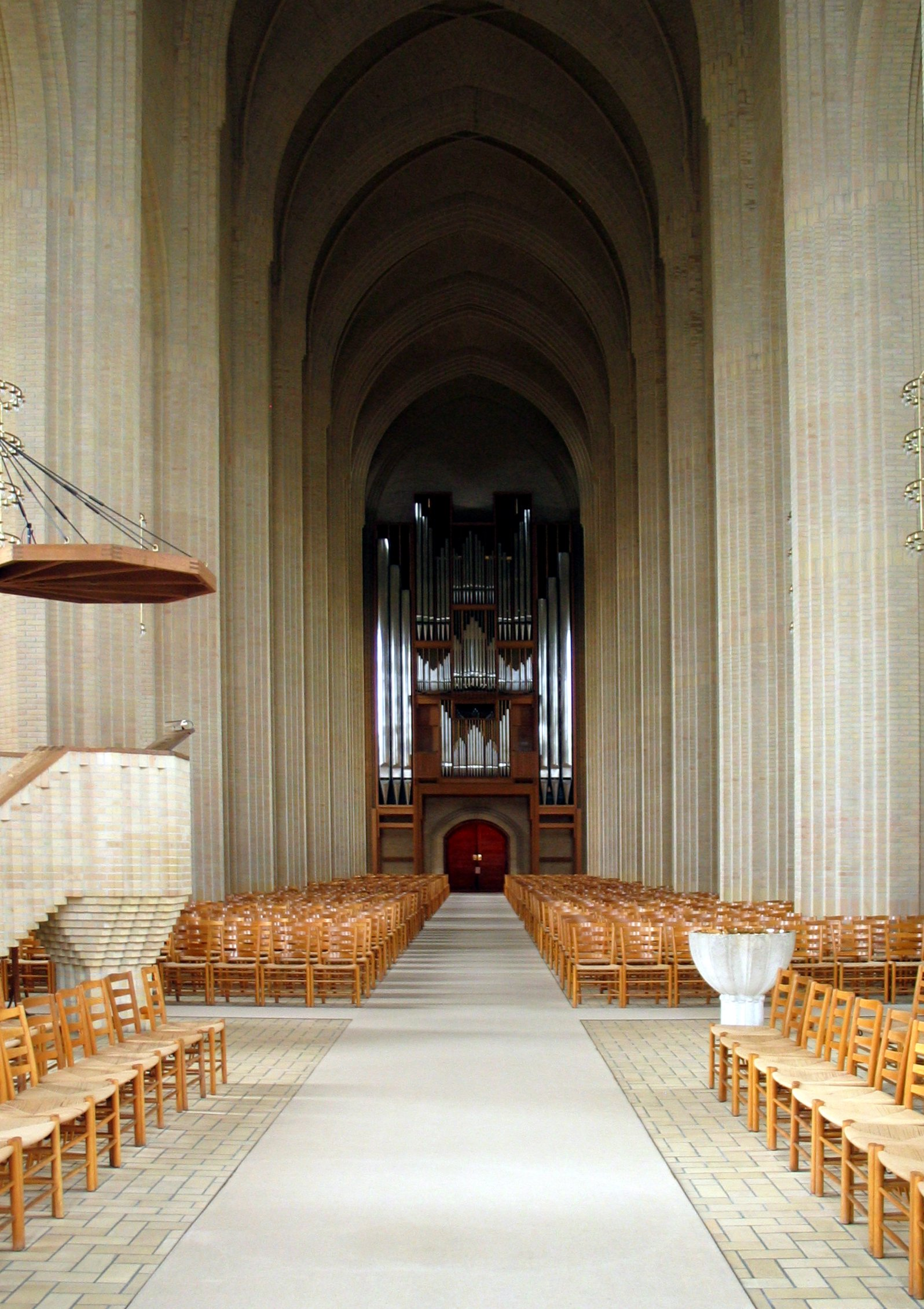
管风琴教堂内部

教堂的设计是多种风格的融合。设计师在开始设计之前，研究了很多丹麦中世纪乡村教堂，将表现主义的现代几何元素和哥特式风格、欧洲座堂的风格结合在一起。
教堂最有特点的莫过于西侧面，外形象一座巨大的管风琴。钟楼高达49米，中间是丹麦教堂常见的台阶状的山墙，但是顶点又有变化。整座教堂全部用典型的丹麥建築材料，手制黄砖制成，共耗费約500万块黄砖。內部類似典型的哥德式教堂，有一教堂中殿、兩側走道、以及小橫廊，整座教堂可以容纳1400人。
除了外形象管风琴外，教堂内部有一座壮观的管风琴。
在教堂的周围，同一时期建造了一组建筑，使教堂更显雄伟。

## 兩個管風琴
1940年在中殿的北側建立了一組14個風管、兩個把手、一個腳踏板的管風琴。
1965年在中殿的西端增設了一個更大組的管風琴，它有55個風管、4個把手、1個踏板。其中最大的風管重達425公斤(937磅)，長度11公尺(32英尺)，此為斯堪的納維亞半島最長的管風琴。

## 现状
教堂全年开放，不必仅限于宗教禮拜期间，其馬庫森管风琴(原文: Marcussen organ)也常用于音乐会。
教堂具有身心障礙友善設施。

## 圖片

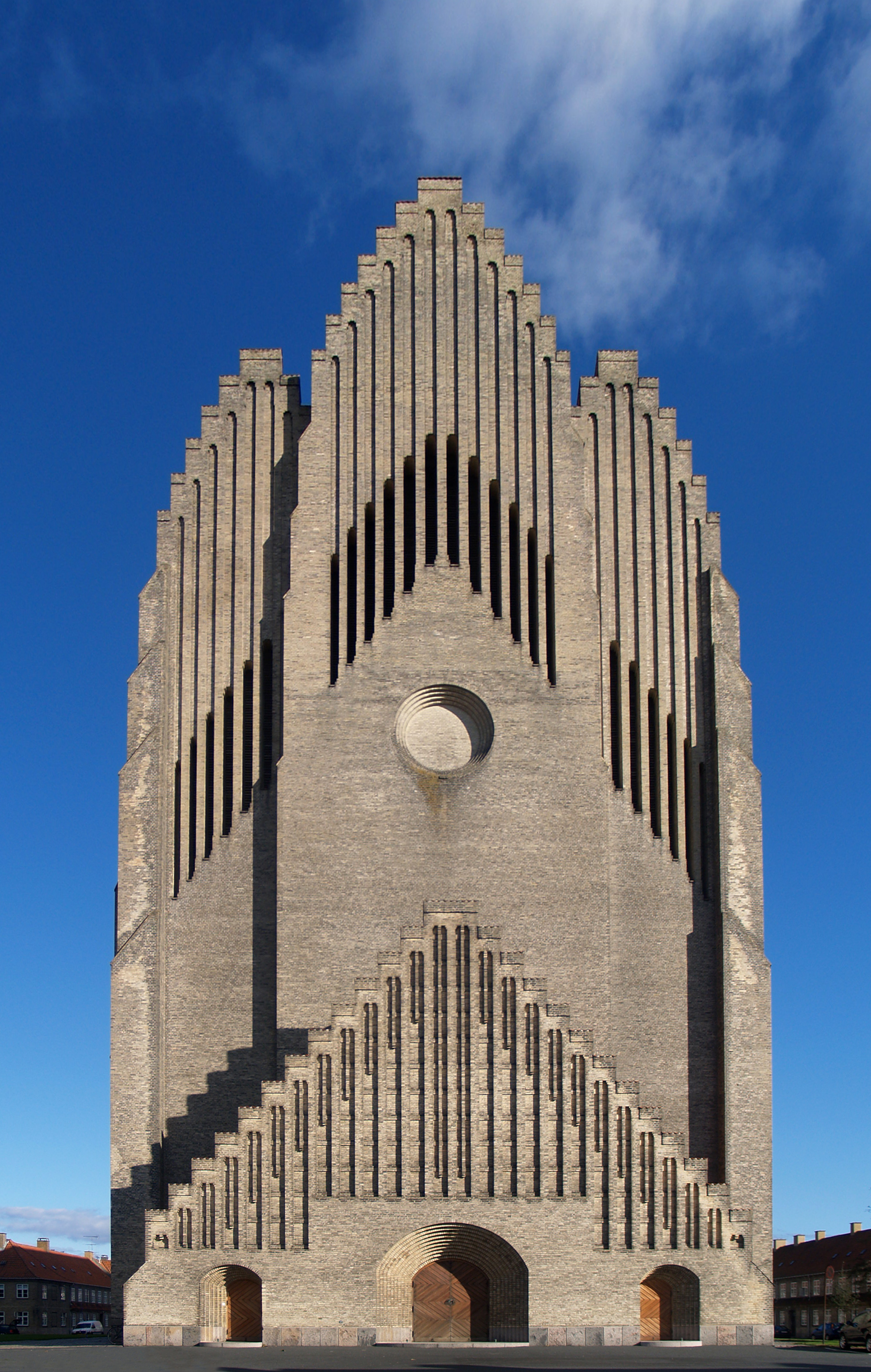
教堂外觀
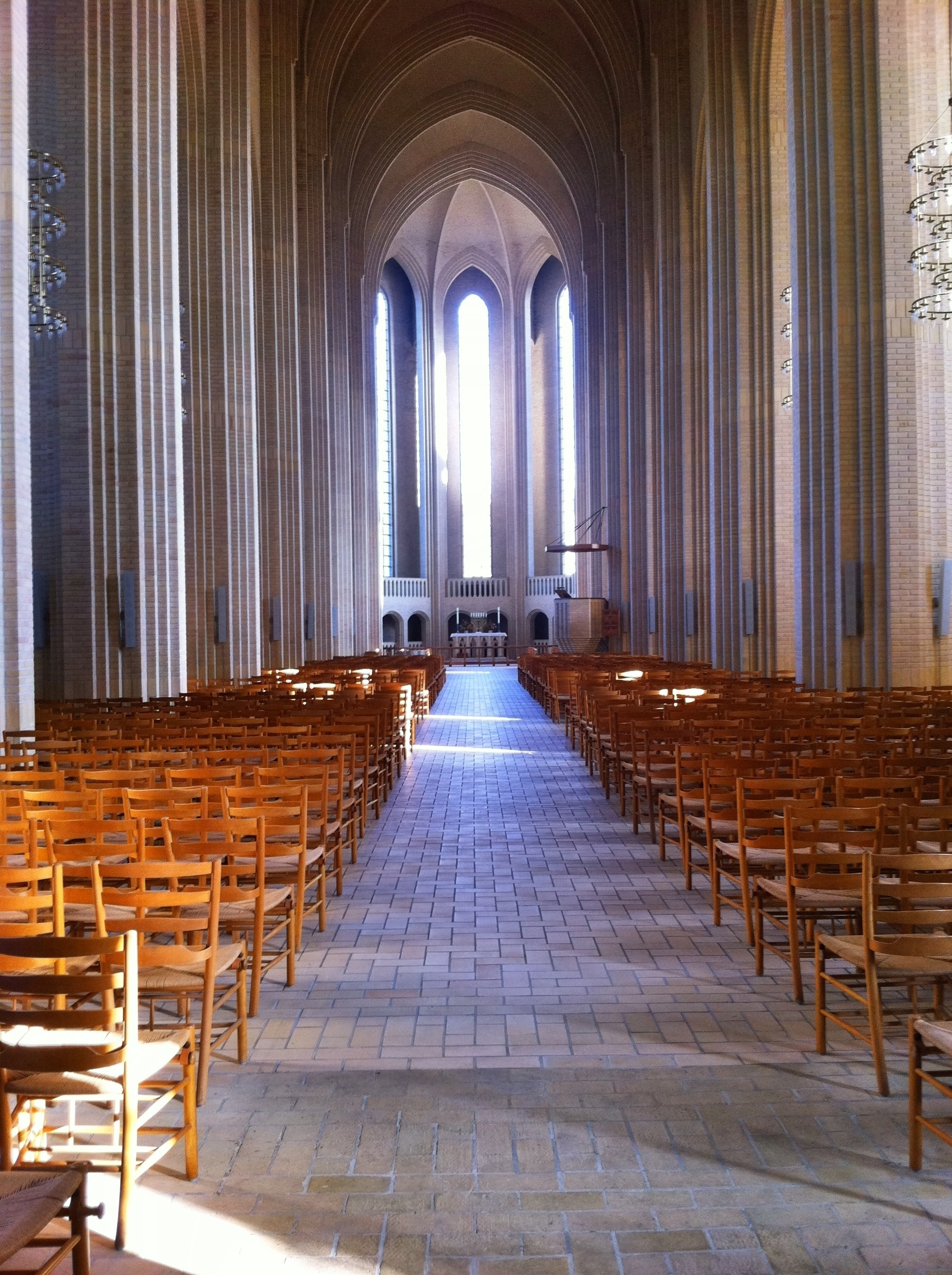
中殿
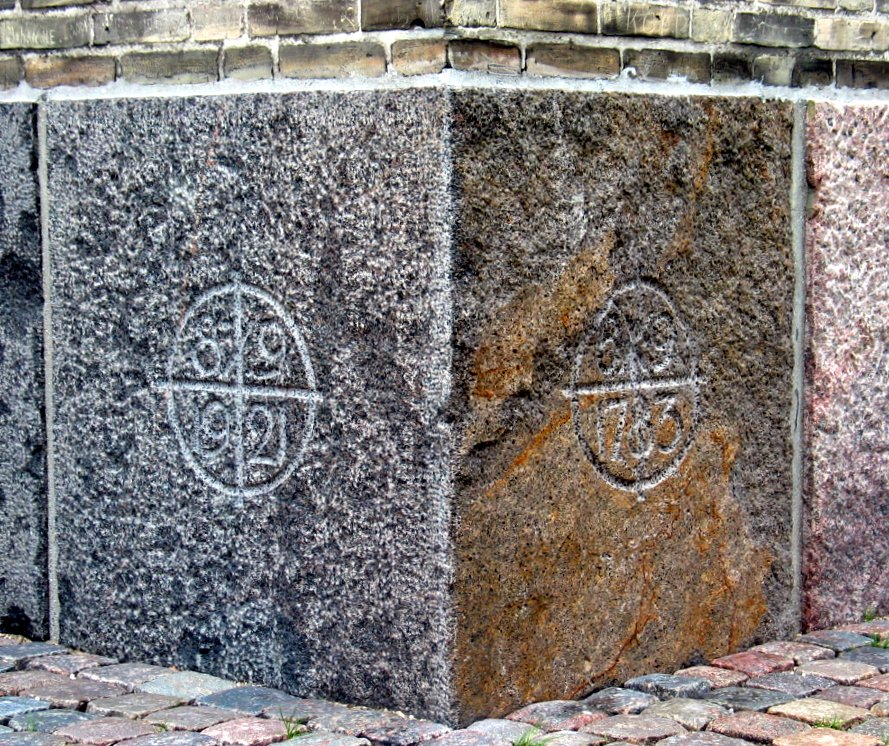
基石
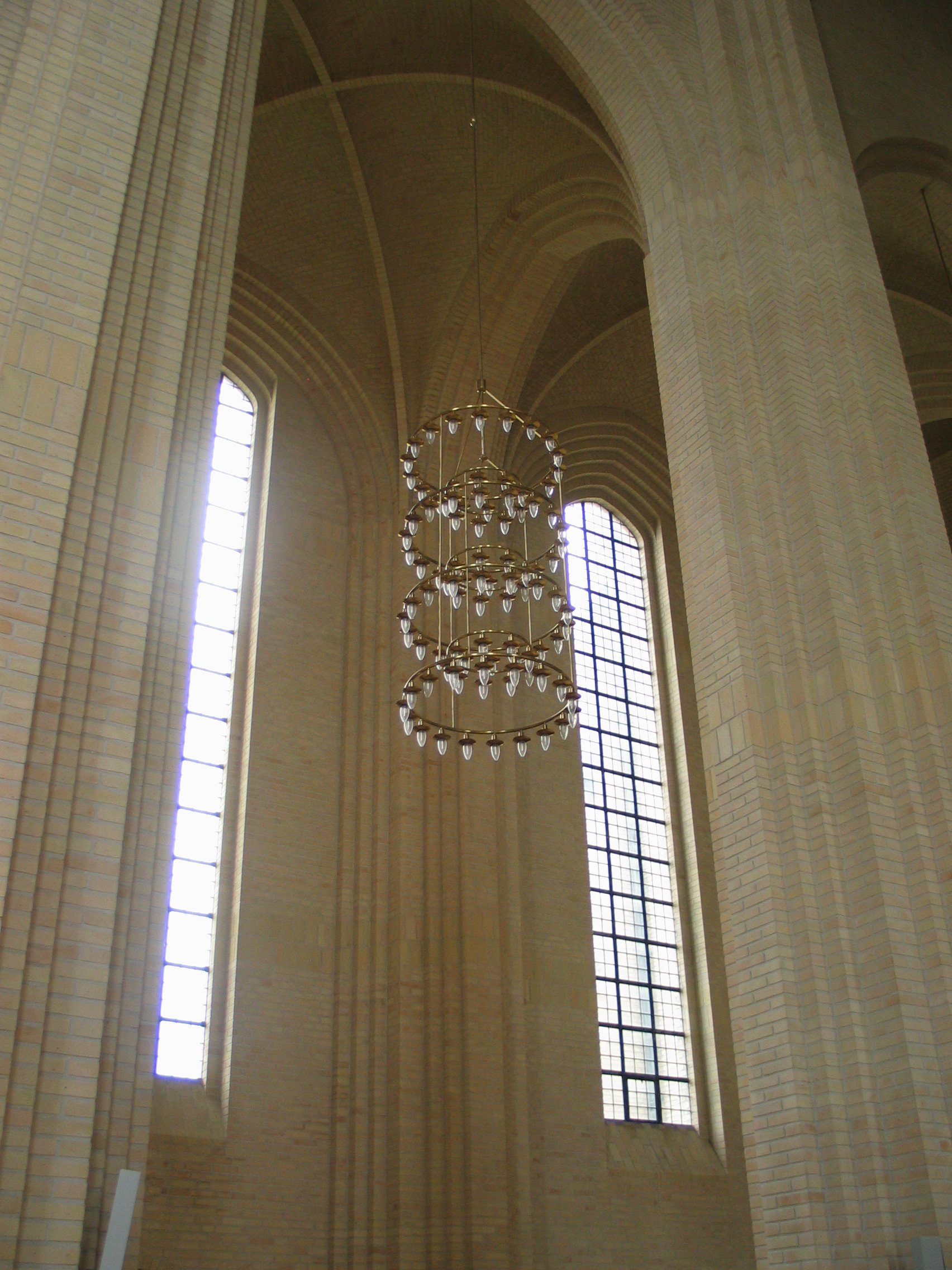
吊燈
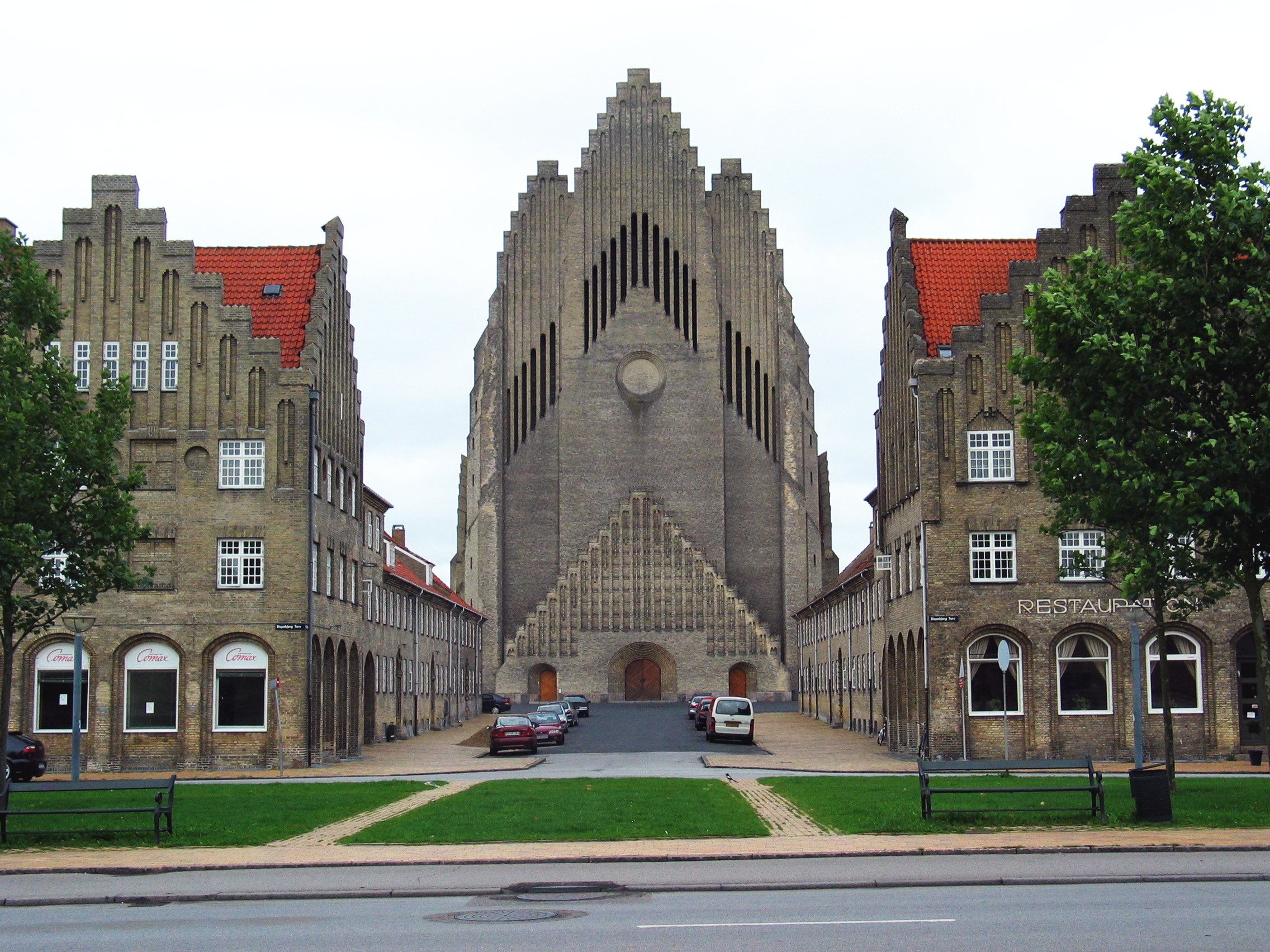
西側外觀
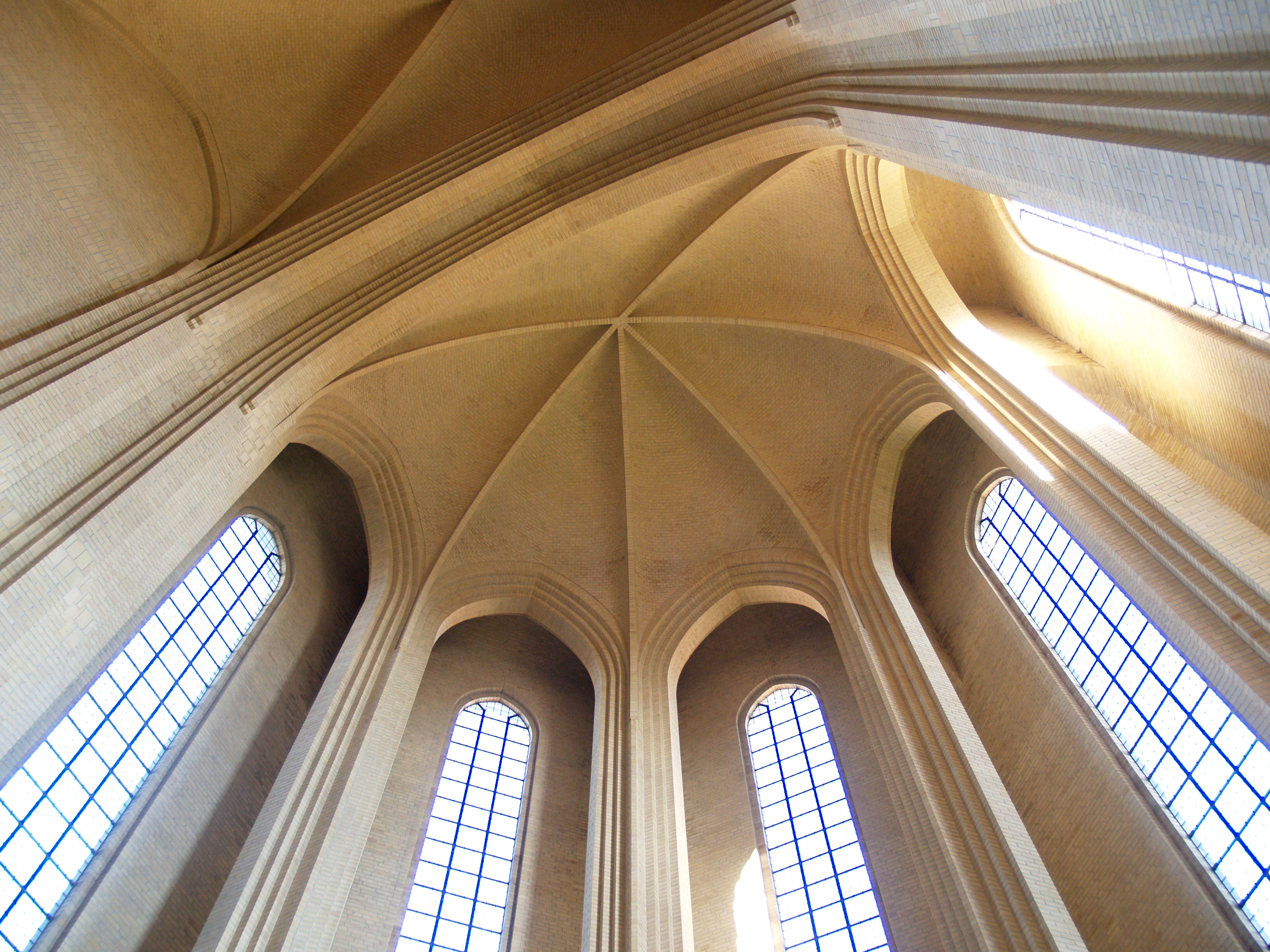
拱形圓頂
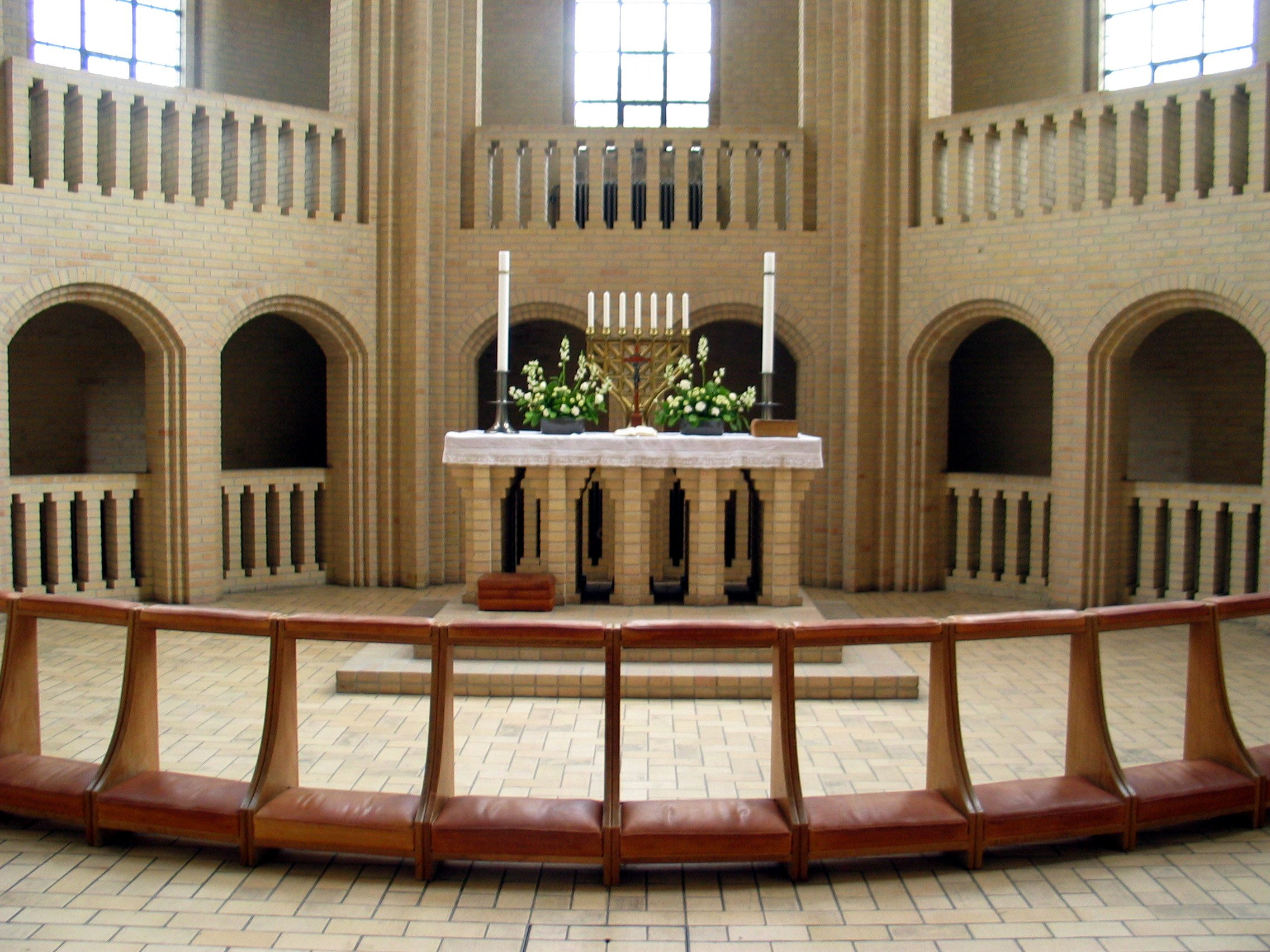
聖壇
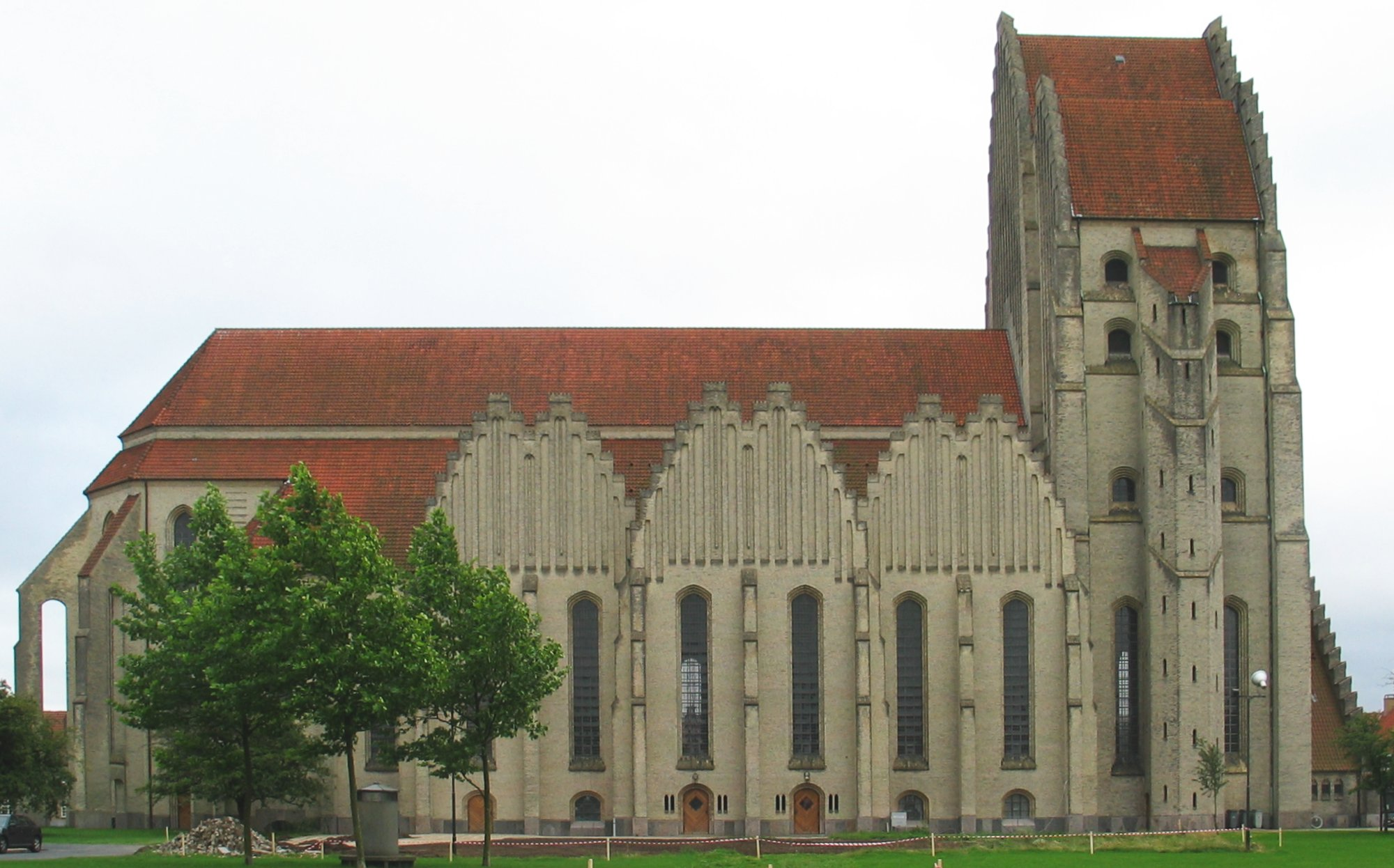
北側外觀
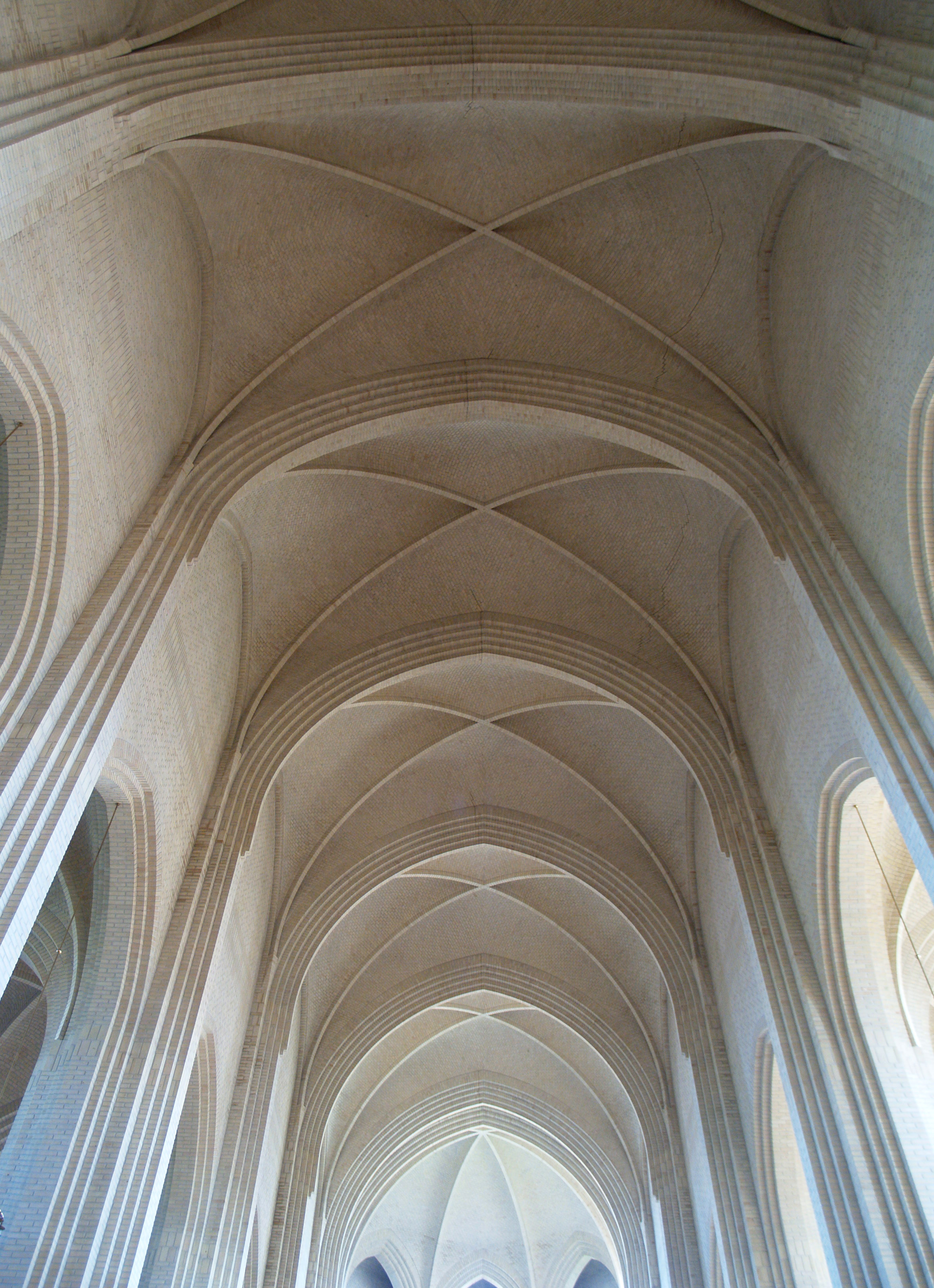
中殿的高挑拱形圓頂
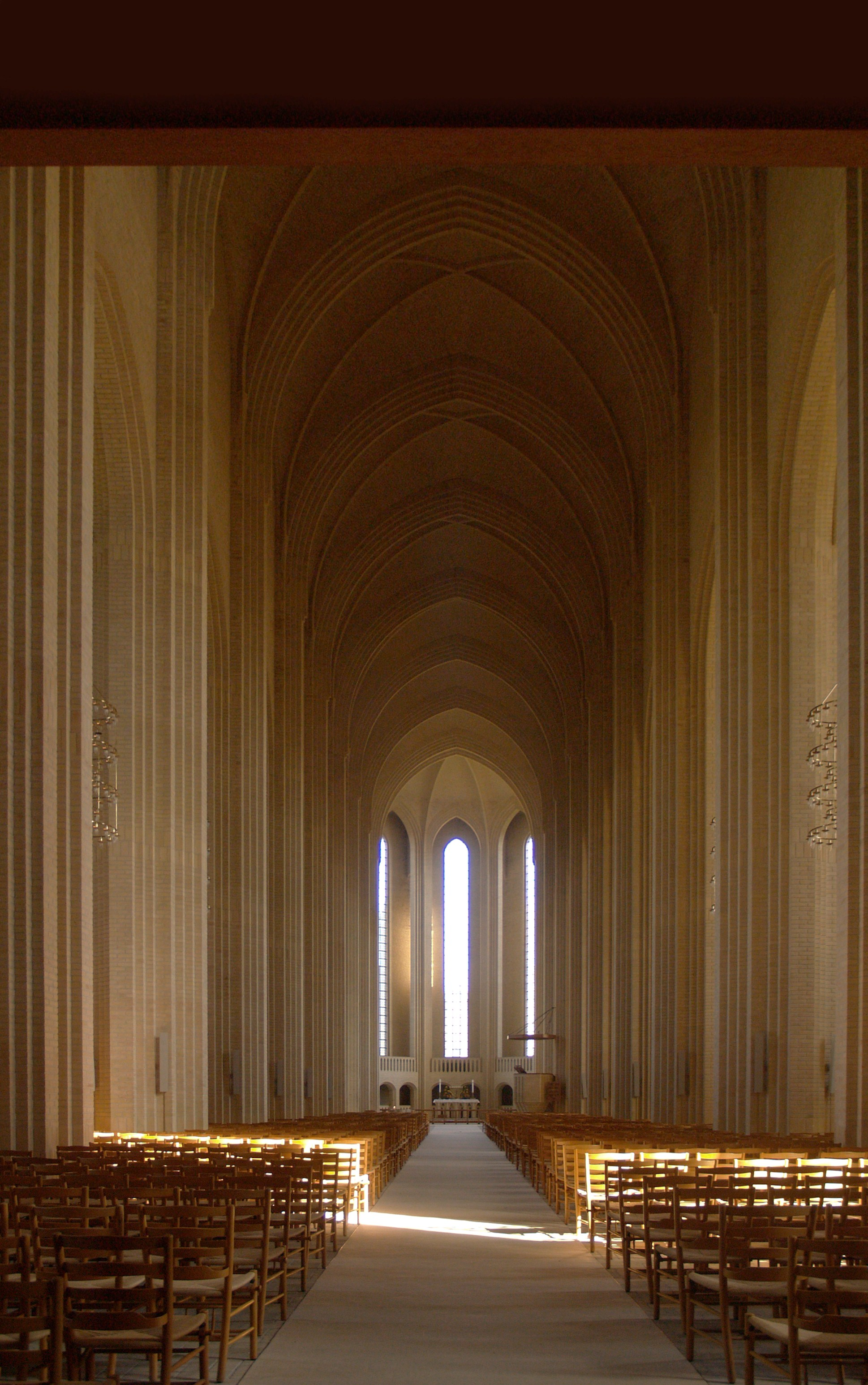
內部

## 相似建築
位於冰島雷克雅維克的Hallgrímskirkja (Hallgrímskirkja in Reykjavík)，在管風琴教堂(Grundtvig's Church)幾年後建立。相較也是哥德式和現代元素的複合建築。